# Hachimantai
Hachimantai (japanisch 八幡平市 Hachimantai-shi) ist eine kreisfreie Stadt in der Präfektur Iwate auf Honshū, der Hauptinsel von Japan.

## Geschichte
Die Stadt Hachimantai wurde am 1. September 2005 aus den ehemaligen Gemeinden Nishine, Matsuo und Ashiro gegründet.

## Verkehr
- Straße:
  - Tōhoku-Autobahn
- Zug:
  - JR Hanawa-Linie

## Angrenzende Städte und Gemeinden
- Morioka
- Ninohe
- Kazuno
- Senboku

## Städtepartnerschaften

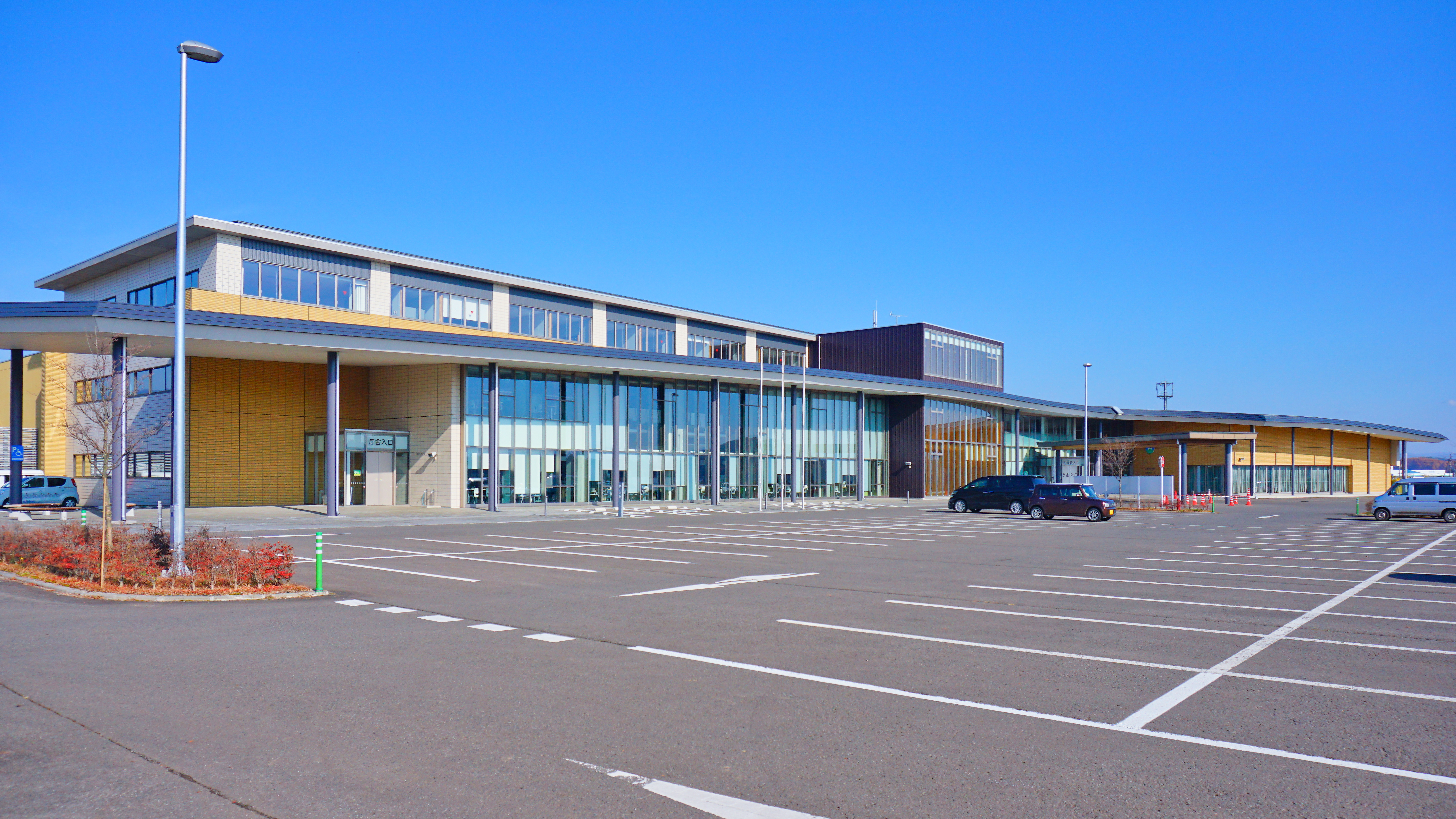
Rathaus

- Altenmarkt im Pongau, seit 1994[1][2]

## Söhne und Töchter der Stadt
- Hikaru Fujishima (* 1989), Fußballspieler
- Junshirō Kobayashi (* 1991), Skispringer
- Ryōyū Kobayashi (* 1996), Skispringer
- Yuka Kobayashi (* 1994), Skispringerin
- Hideji Oda (* 1962), Manga-Zeichner